# 楊肇湘
楊肇湘（？年—？年），字？，山東省青城縣人，附貢出身，光緒二十六年（1900年）六月選任順慶府經歷。光緒二十八年（1902年）代理四川鄰水縣知縣。